# 12 Suicidal Teens
Pour plus de détails, voir Fiche technique et Distribution.
12 Suicidal Teens (十二人の死にたい子どもたち, Jūni-nin no shinitai kodomo-tachi, litt. « Douze enfants voulant mourir ») est un thriller japonais réalisé par Yukihiko Tsutsumi et sorti le 25 janvier 2019 au Japon. C'est l'adaptation du roman éponyme de Tow Ubukata publié en 2016. Il raconte l'histoire de 12 adolescents garçons et filles qui se soupçonnent entre eux du meurtre de quelqu'un.
Le réalisateur déclare que le film vise avant tout à prévenir le suicide chez les jeunes qui « est un problème de société au Japon. Mais au lieu de le présenter comme cela, j'ai décidé de me concentrer un peu plus sur le divertissement et d'ajouter un élément de suspense. Ainsi, je pourrai peut-être attirer plus de spectateurs et amener les jeunes à être plus conscients du problème » car « une approche sérieuse du thème sous-tend la présentation ».

## Synopsis
Douze adolescents filles et garçons se rassemblent dans un hôpital abandonné pour faire un pacte de suicide mais découvrent sur place le cadavre d'un jeune homme. Ils se mettent alors à se soupçonner entre eux du meurtre et, durant la tension, la raison de mourir de chacun est révélée.

## Fiche technique
- Titre : 12 Suicidal Teens
- Titre original : 十二人の死にたい子どもたち (Jūni-nin no shinitai kodomo-tachi?)
- Réalisateur : Yukihiko Tsutsumi
- Scénario : Yutaka Kuramochi (ja)
- Photographie : Shigetomo Madarame
- Montage : Chieko Suzaki
- Pays d'origine :  Japon
- Langue originale : japonais
- Genre : thriller
- Durée : 118 minutes
- Date de sortie : Japon : 25 janvier 2019[2]

## Distribution
- Mahiro Takasugi (en) : Satoshi
- Yūto Fuchino (ja) : Ken'ichi
- Kotone Furukawa : Mitsue
- Kanna Hashimoto : Ryoko
- Mackenyu : Shinjiro
- Yuina Kuroshima (en) : Meiko
- Hana Sugisaki : Anri
- Riku Hagiwara (ja) : Takahiro
- Takumi Kitamura : Nobuo
- Ryōta Bandō (ja) : Seigo
- Ai Yoshikawa (en) : Mai
- Aisa Takeuchi (ja) : Yukii

## Accueil
12 Suicidal Teens totalise plus de 11 millions $ de recettes au box-office japonais de 2019.